# Les Cloches (poème)
Pour les articles homonymes, voir Les Cloches et The Bells (homonymie).
Les Cloches (The Bells) est un poème d'Edgar Allan Poe qui ne fut publié qu'après sa mort, en 1849. L'auteur y exploite beaucoup l'onomatopée
Le poème comporte quatre parties ; chaque partie est de plus en plus sombre alors que le poème progresse du cliquetis et du tintement des cloches (partie 1) au geignement et  gémissement des cloches (partie 4). Le poème fut traduit en français par Stéphane Mallarmé.